# Jean Lavalle
Pour les articles homonymes, voir Lavalle.
Jean Lavalle appelé Jules Lavalle (Dijon, 6 mai 1820 - Dijon, 5 janvier 1880) est un naturaliste et médecin. Il est l'auteur d'un ouvrage de référence donnant le premier classement du vignoble de Bourgogne, Histoire et statistique de la vigne des grands vins de la Côte d'Or écrit en 1855.
Né dans une famille qui connaît une certaine ascension sociale, Jean Lavalle, rapidement appelé Jules Lavalle en raison des gouts de l’époque pour ce prénom, s’oriente vers la médecine et la botanique.
Aspect physique. Descriptif effectué à partir d’un portrait dessiné sur un plat de faïence, d’un autre paru dans le journal de 1869 le Grelot, d’un buste en bronze au cimetière de Premières.
Homme de taille moyenne, 1m70, trapu et robuste. Tête assez volumineuse avec une chevelure abondante.
Le visage carré est entouré de favoris. Il porte une moustache. Il est habillé soigneusement comme un bourgeois de XIXe siècle, redingote noire, gilet et nœud papillon.
Républicain convaincu, le docteur Lavalle manifeste sans répit son hostilité à l’empire malgré  le contre coup porté à sa situation universitaire et administrative. Ses convictions le conduisent tout naturellement, dès la défaite de Sedan et l’instauration du gouvernement de salut public, à faire partie du comité de défense de la Côte-d’Or contre l’invasion allemande.
Dans son œuvre écrite, le docteur Lavalle mêle les qualités de savant et de vulgarisateur.
- Observations pratiques sur les fécondations artificielles dans les poissons ;
- Mémoire sur une maladie des céréales et spécialement du froment ;
- Le Peuplier de l’arquebuse ;
- Traité pratique des champignons comestibles
- Histoire et statistique de la vigne et des grands vins de la Côte-d’Or.
En 1855, le Docteur Jules Lavalle en complément de l’ouvrage Histoire et statistique de la vigne et des grands vins de la côte d’or édite le plan topographique des grands vignobles de la côte d’or.
Ce plan topographique résultant de 3 lithographies dessinées à la plume par Ch. Normand en 1855 a été réédité en édition de Cayron-Lavalle en 2014

## Biographie
Après avoir obtenu deux thèses la même année (1845) à Dijon en médecine et géologie, Jean Lavalle s'est présenté comme candidat à la chaire de botanique de l’université de Montpellier, mais n'a pas été retenu. Il est resté définitivement en Bourgogne, devenant le second directeur du jardin botanique de Dijon, exerçant également comme professeur à l’École de médecine et de pharmacie de cette ville.
Il était membre de la Société géologique de France, membre du Comité central d'agriculture de la Côte-d'Or et rédacteur de la Revue horticole de Dijon. 
Très impliqué dans la vie municipale, il a également été député au Conseil général sous le Second Empire.
Libéral convaincu, il s'est vivement opposé à l’administration du Second Empire, tentant même de prendre la tête de la défense de la ville contre l’invasion prussienne en 1870. Mis en cause à l’issue de la guerre, il fut acquitté en raison de son manque d’expérience militaire. Il se retira alors dans une propriété familiale à Premières (près de Genlis), où existait une faïencerie dont il fit un centre industriel et artistique. 
Le nom de l'auteur de l'Histoire et statistique de la vigne et des grands vins de la Côte-d'Or a été controversé par un document anonyme, non daté, de 4 pages, conservé au musée de Dijon mais certainement postérieur à mai 1927, en fonction d’indications dans le texte. Intitulé: « Dr Lavalle », il indiquait que le nom de l'auteur était Lavallé et le prénom Jules. Cependant les archives et les documents officiels et administratifs montrent sans ambiguïté que le nom du docteur est bien Jean Lavalle et non Jules Lavallé.

## Publications
- Traité pratique des champignons comestibles, Paris - Dijon, 1852.
- Catalogue général des plantes cultivées au jardin botanique de la ville de Dijon, Dijon, 1854.
- Histoire et statistique de la vigne des grands vins de la Côte-d'Or, avec le concours de MM. Joseph Garnier, Delarue et d'un grand nombre de propriétaires et vignerons, Paris, Dijon, Gray, Dusacq, Picart, Joeger, 1855. Ouvrage devenu rare, accompagné d'un atlas et d'un plan topographique, qui fut publié à part.
- De l'Épidémie actuelle et de quelques-unes des causes d'insalubrité qu'on rencontre à Dijon, A. Grange, 1863.
- Comité de défense de la Côte-d'Or. 2e lettre à M. le maire et au conseil municipal de la ville de Dijon, Rabutot, Dijon, 1872.